# 官坊街道
官坊街道，是中华人民共和国河南省開封市禹王台区下辖的一个乡镇级行政单位。

## 行政区划
官坊街道下辖以下地区：
纪念塔社区、天地台社区、铁路社区和学堂门社区。